# Canal Hood
Le canal Hood, en anglais Hood Canal, est un fjord du Nord-Ouest Pacifique. Il est situé dans les frontières de l'État de Washington aux États-Unis. Ce n'est pas un canal au sens d'une voie navigable artificielle, c'est une voie d'eau naturelle.

## Géographie
Le canal Hood est un long et étroit bras de mer qui s'avance dans la péninsule Olympique. Il constitue une subdivision du Puget Sound qui sépare la péninsule Olympique proprement dite de la péninsule de Kitsap. De nombreuses rivières se jette dans ce fjord : Skokomish River, Hamma Hamma River, Duckabush River, Dosewallips River et Big Quilcene River.
Long d'environ 80 kilomètres, il est large en moyenne de 2,4 kilomètres pour une profondeur moyenne de 53,8 mètres et maximale de 150 mètres. Il contient 21 km3 d'eau de mer influencée par les marées qui découvrent 42,4 km2 d'estran pour une superficie totale du fjord de 385,6 km2.
La base navale de Kitsap appartenant à l'United States Navy est située sur la côte orientale du fjord, près de Silverdale.

## Histoire
Le canal Hood a été nommé par le capitaine de la Royal Navy George Vancouver en l'honneur du Lord de l'Amirauté Samuel Hood le 13 mai 1792. Vancouver écrivit Hood's Channel dans son journal de bord mais Hood's Canal sur ses cartes. L'United States Board on Geographic Names officialisa le toponyme Hood Canal en 1932.

## Source
- (en) Cet article est partiellement ou en totalité issu de l’article de Wikipédia en anglais intitulé « Hood Canal » (voir la liste des auteurs).